# Transactions of the Royal Society of New Zealand Biological Sciences
Transactions of the Royal Society of New Zealand Biological Sciences (abreviado Trans. Roy. Soc. New Zealand, Biol. Sci.) fue una revista científica con ilustraciones y descripciones botánicas que fue editada en Nueva Zelanda desde 1968 hasta 1970 publicándose los números 11-12. Fue precedida por Transactions of the Royal Society of New Zealand, Botany y reemplazada por Journal of the Royal Society of New Zealand.